# Finnselet
Finnselet är en sjö i Bodens kommun och Jokkmokks kommun i Norrbotten och ingår i Luleälvens huvudavrinningsområde. Sjön har en area på 5,38 kvadratkilometer och ligger 44,4 meter över havet. Sjön avvattnas av vattendraget Luleälven (Stora Luleälven).

## Delavrinningsområde
Finnselet ingår i det delavrinningsområde (735711-172765) som SMHI kallar för Utloppet av Finnselet. Medelhöjden är 100 meter över havet och ytan är 48,06 kvadratkilometer. Räknas de 1145 avrinningsområdena uppströms in blir den ackumulerade arean 22 004,36 kvadratkilometer. Avrinningsområdets utflöde Luleälven (Stora Luleälven) mynnar i havet. Avrinningsområdet består mestadels av skog (80 procent). Avrinningsområdet har 5,42 kvadratkilometer vattenytor vilket ger det en sjöprocent på 11,3 procent.